# Красногорівка (Синельниківський район)
Красного́рівка — село в Україні, у Синельниківському районі Дніпропетровської області. Входить до складу Межівської селищної громади. Населення становить 160 осіб. До 2017 орган місцевого самоврядування — Новогригорівська сільська рада.

## Історія
12 червня 2020 року, відповідно до розпорядження Кабінету Міністрів України № 709-р від «Про визначення адміністративних центрів та затвердження територій територіальних громад Дніпропетровської області», увійшло до складу Межівської селищної громади.
19 липня 2020 року, в результаті адміністративно-територіальної реформи і ліквідації Межівського району, село увійшло до складу новоутвореного Синельниківського району.

## Географія
Село Красногорівка знаходиться за 4,5 км від правого берега річки Бик, за 3,5 км від сіл Новогригорівка, Юр'ївка та Миронове. По селу протікає пересихаючий струмок з загатою.